# Вельский район
Ве́льский муниципа́льный райо́н — административно-территориальная единица (район) и муниципальное образование (муниципальный район) в составе Архангельской области Российской Федерации.
Административный центр — город Вельск, расстояние до столицы России города Москвы 750 км.

## География
Район расположен на юге Архангельской области и приравнен к районам Крайнего Севера.
Площадь территории 10 600 км².
Граничит:
- на западе с Коношским районом,
- на северо-западе с Няндомским районом,
- на северо-востоке с Шенкурским районом,
- на востоке с Устьянским районом,
- на юге с Верховажским районом Вологодской области.

Крупнейшие реки: Вага, Вель, Кулой, Подюга, Шоноша, Пежма, Коленьга, Кокшеньга, Ненюшка, Большая Сельменьга. Крупнейшие озёра: Верхопуйское, Холмовское.

## История
На территории современного Вельского района в древности проживали финно-угорские племена. С IX века её начали осваивать новгородцы, постепенно вытесняя угро-финнов вглубь тайги. До XV века территория входила в состав Новгородской земли.
Важские земли, принадлежавшие новгородцам, новгородский посадник Василий Своеземцев купил в 1315 году Шенкурский посад Вагу, в 1462 году перешли к Москве, ещё до подчинения Новгородских земель Московскому княжеству в 1478 году. В дальнейшем земли района входили в состав Верхневажского стана (четвертного правления, чети) Важского уезда, который был образован в XV веке, а в 1708 году вошли в состав Архангелогородской губернии. Затем они находились в Верховажской половине Важского уезда (с 1715 по 1719 год — Важская доля, до 1727 года — дистрикт) Вологодской области Вологодского наместничества, выделенного из Архангелогородской губернии 25 января 1780 года в соответствии с реформой Екатерины II. 30 июня 1780 года наместничество было официально открыто, Вельск получил статус уездного города, Вельский уезд, образованный из Верховажской половины, стал частью Вологодского наместничества.
31 декабря 1796 года Павлом I наместничества упразднены, Вельский уезд надолго вошёл в состав Вологодской губернии.
Непродолжительное время (апрель — декабрь 1918 года) уезд входил в Союз коммун Северной области, пока Вологодская губерния не вышла из этого административного образования.
14 января 1929 года Вологодская губерния была упразднена, а Вельский уезд вошёл в состав Северного края.
15 июля 1929 года, при районировании Северного края, был образован Вельский район, вошедший в состав Няндомского округа. 29 июля 1930 года были упразднены волости, и в районе было образовано 18 сельских советов. В 1931 году в состав Ровдинского района был передан Низовский второй сельский совет, переименованный в Низовский сельсовет, а в Устьянский район переданы Шастовский, Чадромский и Рыжковский сельсоветы.
30 июля 1931 года в состав Вельского района вошла территория 23 сельсоветов Верховажского района Няндомского округа Северного края, упразднённого постановлением ВЦИК. 25 января 1935 года аналогичным постановлением ВЦИК Верховажский район был восстановлен в краевом подчинении.
После принятия Конституции СССР VIII чрезвычайным съездом Советов СССР 5 декабря 1936 года, в соответствии со статьёй 22 Конституции, Северный край был упразднён, а на его территории образованы Северная область и Коми АССР. Вельский район вошёл в Северную область.
23 сентября 1937 года ЦИК СССР принял постановление «О разделении Северной области на Вологодскую и Архангельскую области». Были образованы Архангельская и Вологодская области. Вельский район вошёл в состав Архангельской области.
В соответствии с указом Президиума Верховного Совета РСФСР от 11 сентября 1959 года к Вельскому району были присоединены семь сельсоветов упразднённого Ровдинского района: Благовещенский, Верхопуйский, Игнатовский, Липовский, Низовский, Попо-Наволоцкий, Пуйский.
В январе 1963 года постановлением ЦК КПСС и Совета Министров СССР создан Научно-исследовательский испытательный полигон ракетного и космического вооружения Министерства обороны СССР рядом со станцией Илеза.
После образования в декабре 1962 года Северо-Западного экономического района вышел указ Президиума Верховного Совета РСФСР от 1 февраля 1963 года «Об укрупнении сельских районов и образовании промышленных районов Архангельской области», по которому район был реорганизован в два: Вельский промышленный район и Вельский сельский район.
Указом Президиума Верховного Совета РСФСР от 12 января 1965 года такое деление было упразднено, статус Вельского района был восстановлен.
Границы Вельского муниципального района установлены законом Архангельской области от 23 сентября 2004 года.

## Население
| 1939    | 1959    | 1970    | 1979    | 1989    | 2002    | 2007    | 2008    | 2009    |
| ------- | ------- | ------- | ------- | ------- | ------- | ------- | ------- | ------- |
| 39 797  | ↗77 307 | ↘74 241 | ↘70 671 | ↗71 474 | ↘61 819 | ↘59 800 | ↘59 267 | ↘58 677 |
| 2010    | 2011    | 2012    | 2013    | 2014    | 2015    | 2016    | 2017    | 2018    |
| ↘54 792 | ↘54 611 | ↘53 822 | ↘53 195 | ↘52 556 | ↘51 565 | ↘50 615 | ↘49 846 | ↘49 240 |
| 2019    | 2020    | 2021    | 2023    |         |         |         |         |         |
| ↘48 668 | ↘48 388 | ↘46 047 | ↘45 261 |         |         |         |         |         |

### Урбанизация
В городских условиях (город Вельск и рабочий посёлок Кулой) проживают 57,67 % населения района.
Численность населения Вельского района на 1 января 2020 года 48 348 чел., в том числе городское 27 384 чел., сельское 21 004 человека.

### Национальный состав
По итогам переписи населения 2020 года проживали следующие национальности (национальности менее 0,1 % и другое, см. в сноске к строке «Другие»):
| Национальность | Численность, чел. | Доля     |
| -------------- | ----------------- | -------- |
| Русские        | 43 423            | 94,30 %  |
| Украинцы       | 152               | 0,33 %   |
| Цыгане         | 69                | 0,15 %   |
| Другие         | 2403              | 5,22 %   |
| Итого          | 46 047            | 100,00 % |

## Административное деление
В Вельский район как административно-территориальную единицу области входят 1 город районного значения и 1 посёлок городского типа, в рамках которых были образованы одноимённые городские поселения, а также 20 сельсоветов, в границах которых были образованы одноимённые сельские поселения, кроме Шоношского и Усть-Шоношского сельсоветов, в границах которых образовано единое Усть-Шоношское сельское поселение; при этом две деревни Усть-Вельского сельсовета вошли в Вельское городское поселение.
В Вельский муниципальный район входит 21 муниципальное образование, в том числе 2 городских поселения и 19 сельских поселений.
| №        | Муниципальное образование | Административный центр | Количество населённых пунктов | Население (чел.) | Площадь (км²) |
| -------- | ------------------------- | ---------------------- | ----------------------------- | ---------------- | ------------- |
| 1e-06    | Городские поселения       |                        |                               |                  |               |
| 1        | Вельское                  | город Вельск           | 4                             | ↘21 815          | 26,50         |
| 2        | Кулойское                 | рабочий посёлок Кулой  | 2                             | ↘4727            | 197,50        |
| 2.000002 | Сельские поселения        |                        |                               |                  |               |
| 3        | Аргуновское               | посёлок Аргуновский    | 8                             | ↗1066            | 198,10        |
| 4        | Благовещенское            | село Благовещенское    | 42                            | ↘1336            | 782,30        |
| 5        | Верхнеустькулойское       | деревня Мелединская    | 22                            | ↘719             | 646,70        |
| 6        | Верхнешоношское           | посёлок Комсомольский  | 6                             | ↘322             | 831,40        |
| 7        | Липовское                 | деревня Малая Липовка  | 17                            | ↘524             | 599,30        |
| 8        | Муравьёвское              | деревня Вороновская    | 9                             | ↗3915            | 222,90        |
| 9        | Низовское                 | деревня Теребино       | 7                             | ↘522             | 177,30        |
| 10       | Пакшеньгское              | деревня Ефремковская   | 7                             | ↘289             | 347,30        |
| 11       | Пежемское                 | село Пежма             | 15                            | ↘688             | 324,60        |
| 12       | Попонаволоцкое            | посёлок Пасьва         | 14                            | ↘882             | 998,80        |
| 13       | Пуйское                   | село Долматово         | 46                            | ↘1214            | 676,50        |
| 14       | Ракуло-Кокшеньгское       | деревня Козловская     | 24                            | ↘353             | 711,70        |
| 15       | Солгинское                | посёлок Солгинский     | 12                            | ↘1173            | 286,70        |
| 16       | Судромское                | посёлок Погост         | 9                             | ↘772             | 409,40        |
| 17       | Тёгринское                | посёлок Тёгро-Озеро    | 2                             | ↘570             | 826,40        |
| 18       | Усть-Вельское             | деревня Дюковская      | 34                            | ↗2016            | 433,70        |
| 19       | Усть-Шоношское            | посёлок Усть-Шоноша    | 14                            | ↘997             | 485,80        |
| 20       | Хозьминское               | посёлок Хозьмино       | 18                            | ↘469             | 639,90        |
| 21       | Шадреньгское              | посёлок Шунема         | 10                            | ↘892             | 233,49        |

1 июня 2016 года Законом Архангельской области от 28 сентября 2015 года № 311-19-ОЗ, муниципальное образование Шоношское было упразднено и объединено с Усть-Шоношским сельским поселением с административным центром в посёлке Усть-Шоноша.

### Населённые пункты
В Вельском районе 322 населённых пункта.
| №   | Населённый пункт          | Тип                     | Население | Муниципальное образование |
| --- | ------------------------- | ----------------------- | --------- | ------------------------- |
| 1   | Александровская           | деревня                 | ↘22       | Шадреньгское              |
| 2   | Алексеевская              | деревня                 | ↘23       | Верхнеустькулойское       |
| 3   | Алексинская               | деревня                 | ↗1        | Хозьминское               |
| 4   | Алфёровская               | деревня                 | →0        | Благовещенское            |
| 5   | Андрейковская             | деревня                 | ↘0        | Благовещенское            |
| 6   | Андричевская              | деревня                 | ↗9        | Липовское                 |
| 7   | Аргуновская               | деревня                 | ↗133      | Аргуновское               |
| 8   | Аргуновский               | посёлок                 | ↘754      | Аргуновское               |
| 9   | Артемковская              | деревня                 | ↗57       | Пакшеньгское              |
| 10  | Баламутовская             | деревня                 | ↘16       | Шадреньгское              |
| 11  | Бегуновская               | деревня                 | ↘8        | Ракуло-Кокшеньгское       |
| 12  | Белавинская               | деревня                 | ↗8        | Пуйское                   |
| 13  | Березник                  | деревня                 | →2        | Попонаволоцкое            |
| 14  | Березник                  | деревня                 | ↘2        | Ракуло-Кокшеньгское       |
| 15  | Березник                  | деревня                 | ↘59       | Шадреньгское              |
| 16  | Березнинская              | деревня                 | ↘10       | Шадреньгское              |
| 17  | Берёзово                  | деревня                 | →19       | Усть-Шоношское            |
| 18  | Благовещенское            | село                    | ↗1086     | Благовещенское            |
| 19  | Бологовская               | деревня                 | →1        | Пуйское                   |
| 20  | Болтихино                 | деревня                 | →2        | Пуйское                   |
| 21  | Большая Аншуковская       | деревня                 | →0        | Благовещенское            |
| 22  | Большое Каргачево         | деревня                 | →8        | Ракуло-Кокшеньгское       |
| 23  | Борисовская               | деревня                 | ↗4        | Пуйское                   |
| 24  | Боровинка                 | деревня                 | ↗48       | Пежемское                 |
| 25  | Боровое                   | посёлок                 | ↗88       | Благовещенское            |
| 26  | Бревновская               | деревня                 | ↗5        | Благовещенское            |
| 27  | Брюховская                | деревня                 | ↗12       | Благовещенское            |
| 28  | Бурцевская                | деревня                 | ↗22       | Хозьминское               |
| 29  | Буторинская               | деревня                 | ↗12       | Верхнеустькулойское       |
| 30  | Бучнево                   | деревня                 | →0        | Попонаволоцкое            |
| 31  | Быковская                 | деревня                 | →0        | Хозьминское               |
| 32  | Бяково                    | деревня                 | →0        | Пуйское                   |
| 33  | Вага                      | железнодорожная станция |           | Вельское                  |
| 34  | Важская Запань            | посёлок                 | →77       | Судромское                |
| 35  | Ванютина Гора             | деревня                 | ↗13       | Пуйское                   |
| 36  | Васьково                  | деревня                 | →2        | Пуйское                   |
| 37  | Великий Куст              | деревня                 | →0        | Хозьминское               |
| 38  | Великодворская            | деревня                 | →0        | Пуйское                   |
| 39  | Великое                   | посёлок                 | ↗191      | Пуйское                   |
| 40  | Вельск                    | город                   | ↘21 406   | Вельское                  |
| 41  | Верхопуйский              | посёлок                 | →394      | Тёгринское                |
| 42  | Веснинская                | деревня                 | →2        | Шадреньгское              |
| 43  | Власовская                | деревня                 | ↗1        | Благовещенское            |
| 44  | Возгрецовская             | деревня                 | ↗5        | Усть-Вельское             |
| 45  | Вороновская               | деревня                 | ↗484      | Муравьёвское              |
| 46  | Ворыгинская               | деревня                 | →23       | Верхнеустькулойское       |
| 47  | Воскресенское             | село                    | ↗302      | Благовещенское            |
| 48  | Выселок Новинки           | деревня                 | ↘33       | Ракуло-Кокшеньгское       |
| 49  | Гамиловская               | деревня                 | →0        | Пуйское                   |
| 50  | Георгиевское              | село                    | ↗105      | Липовское                 |
| 51  | Глубоковская              | деревня                 | →0        | Липовское                 |
| 52  | Головинская               | деревня                 | ↗2        | Пуйское                   |
| 53  | Головковская              | деревня                 | ↗71       | Аргуновское               |
| 54  | Горка-Муравьёвская        | деревня                 | ↗1553     | Муравьёвское              |
| 55  | Горночаровская            | деревня                 | →6        | Усть-Шоношское            |
| 56  | Городище                  | деревня                 | ↗2        | Пуйское                   |
| 57  | Горы                      | деревня                 | →11       | Судромское                |
| 58  | Григоровская              | деревня                 | →5        | Ракуло-Кокшеньгское       |
| 59  | Гридинская                | деревня                 | ↘13       | Хозьминское               |
| 60  | Гришинская                | деревня                 | ↗2        | Попонаволоцкое            |
| 61  | Губино                    | деревня                 | →0        | Пуйское                   |
| 62  | Давыдовская               | деревня                 | →0        | Пуйское                   |
| 63  | Данилковская              | деревня                 | →0        | Муравьёвское              |
| 64  | Демидовская               | деревня                 | →1        | Пуйское                   |
| 65  | Дмитриево                 | деревня                 | →9        | Пуйское                   |
| 66  | Долматово                 | село                    | ↗974      | Пуйское                   |
| 67  | Доровская                 | деревня                 | →0        | Липовское                 |
| 68  | Дощаное                   | посёлок                 | ↘9        | Солгинское                |
| 69  | Дымковская 1-я            | деревня                 | →0        | Хозьминское               |
| 70  | Дымковская 2-я            | деревня                 | →11       | Хозьминское               |
| 71  | Дьяковская                | деревня                 | →0        | Усть-Шоношское            |
| 72  | Дюковская                 | деревня                 | ↘198      | Вельское                  |
| 73  | Ежевская                  | деревня                 | ↗176      | Усть-Вельское             |
| 74  | Екимово                   | деревня                 | →0        | Пуйское                   |
| 75  | Ексинская                 | деревня                 | →0        | Хозьминское               |
| 76  | Елинская                  | деревня                 | ↘18       | Пежемское                 |
| 77  | Ельциновская              | деревня                 | ↗15       | Усть-Вельское             |
| 78  | Еменьга                   | посёлок                 | ↘60       | Верхнешоношское           |
| 79  | Ерёминская                | деревня                 | ↗97       | Усть-Вельское             |
| 80  | Есиповская                | деревня                 | ↗9        | Пуйское                   |
| 81  | Есяковская                | деревня                 | →19       | Усть-Вельское             |
| 82  | Ефремковская              | деревня                 | ↗281      | Пакшеньгское              |
| 83  | Жуковская                 | деревня                 | →1        | Пуйское                   |
| 84  | Завелье                   | деревня                 | →3        | Усть-Шоношское            |
| 85  | Залеменьга                | деревня                 | ↗33       | Липовское                 |
| 86  | Заподюжье                 | деревня                 | →6        | Усть-Шоношское            |
| 87  | Заручевская               | деревня                 | ↘28       | Усть-Вельское             |
| 88  | Заручевье                 | деревня                 | →21       | Благовещенское            |
| 89  | Захарово                  | деревня                 | →1        | Попонаволоцкое            |
| 90  | Зелёный Бор               | посёлок                 | ↗145      | Усть-Вельское             |
| 91  | Зиновьевская              | деревня                 | →1        | Благовещенское            |
| 92  | Злодеево                  | деревня                 | ↘5        | Усть-Вельское             |
| 93  | Зубцовская                | деревня                 | →0        | Усть-Шоношское            |
| 94  | Ивановская                | деревня                 | ↘64       | Судромское                |
| 95  | Иванское                  | посёлок                 | →128      | Судромское                |
| 96  | Игнатовка                 | деревня                 | ↘158      | Пуйское                   |
| 97  | Ирзеньга                  | деревня                 | ↗5        | Благовещенское            |
| 98  | Исполиновка               | посёлок                 | ↘58       | Хозьминское               |
| 99  | Калиновская               | деревня                 | →2        | Пуйское                   |
| 100 | Каменская                 | деревня                 | →0        | Усть-Шоношское            |
| 101 | Карповская                | деревня                 | ↘7        | Усть-Вельское             |
| 102 | Карьер                    | посёлок                 | →33       | Усть-Шоношское            |
| 103 | Квашнинская               | деревня                 | ↗17       | Низовское                 |
| 104 | Келарева Горка            | деревня                 | ↗9        | Солгинское                |
| 105 | Келарева Горка            | железнодорожная станция | →2        | Солгинское                |
| 106 | Кишерма                   | деревня                 | ↘157      | Хозьминское               |
| 107 | Клоповская                | деревня                 | ↘8        | Низовское                 |
| 108 | Козловская                | деревня                 | ↘263      | Ракуло-Кокшеньгское       |
| 109 | Козье                     | разъезд                 | →0        | Верхнешоношское           |
| 110 | Кокшеньга                 | железнодорожная станция | ↘50       | Ракуло-Кокшеньгское       |
| 111 | Коллектив                 | деревня                 | ↘1        | Судромское                |
| 112 | Колоколовская             | деревня                 | ↗33       | Липовское                 |
| 113 | Колтовская                | деревня                 | →28       | Усть-Вельское             |
| 114 | Комсомольский             | посёлок                 | ↘949      | Верхнешоношское           |
| 115 | Конедринская              | деревня                 | ↘4        | Ракуло-Кокшеньгское       |
| 116 | Коптяевская               | деревня                 | ↘7        | Ракуло-Кокшеньгское       |
| 117 | Кореневская               | деревня                 | →0        | Хозьминское               |
| 118 | Костинская                | деревня                 | ↘40       | Усть-Вельское             |
| 119 | Кочигино                  | деревня                 | →0        | Пуйское                   |
| 120 | Кочневская                | деревня                 | →2        | Благовещенское            |
| 121 | Кошутино                  | деревня                 | ↗11       | Пуйское                   |
| 122 | Краски                    | деревня                 | ↗1        | Пуйское                   |
| 123 | Крылово                   | деревня                 | →5        | Пежемское                 |
| 124 | Крюково                   | деревня                 | →0        | Пуйское                   |
| 125 | Кузнецовская              | деревня                 | ↗59       | Липовское                 |
| 126 | Кулаково-Подгорье         | деревня                 | ↗64       | Пакшеньгское              |
| 127 | Кулига                    | деревня                 | →4        | Попонаволоцкое            |
| 128 | Кулой                     | рабочий посёлок         | ↘4696     | Кулойское                 |
| 129 | Кулойского Совхоза        | посёлок                 | ↗31       | Кулойское                 |
| 130 | Кухтерево                 | деревня                 | ↘1        | Пуйское                   |
| 131 | Лавровская                | деревня                 | ↗28       | Низовское                 |
| 132 | Лаптевская                | деревня                 | ↗11       | Верхнеустькулойское       |
| 133 | Левково                   | деревня                 | →43       | Попонаволоцкое            |
| 134 | Леменьга                  | деревня                 | ↘8        | Липовское                 |
| 135 | Ленино-Ульяновская        | деревня                 | ↗73       | Усть-Вельское             |
| 136 | Леушинская                | деревня                 | ↘77       | Шадреньгское              |
| 137 | Лиходиевский Погост       | деревня                 | ↘78       | Верхнеустькулойское       |
| 138 | Лодейное                  | деревня                 | →98       | Усть-Шоношское            |
| 139 | Локотская                 | деревня                 | →0        | Ракуло-Кокшеньгское       |
| 140 | Лужок                     | деревня                 | →11       | Пуйское                   |
| 141 | Лукинская                 | деревня                 | ↗1062     | Муравьёвское              |
| 142 | Луневская                 | деревня                 | ↘36       | Судромское                |
| 143 | Лучинская                 | деревня                 | ↗11       | Аргуновское               |
| 144 | Лысцевская                | деревня                 | ↘3        | Верхнеустькулойское       |
| 145 | Лыткинская                | деревня                 | ↗2        | Верхнеустькулойское       |
| 146 | Лямчинская                | деревня                 | ↗6        | Пуйское                   |
| 147 | Макаровская               | деревня                 | ↘7        | Пуйское                   |
| 148 | Маковеево                 | деревня                 | →3        | Верхнеустькулойское       |
| 149 | Малая Аншуковская         | деревня                 | ↗2        | Благовещенское            |
| 150 | Малая Липовка             | деревня                 | ↗342      | Липовское                 |
| 151 | Малое Каргачево           | деревня                 | ↘6        | Ракуло-Кокшеньгское       |
| 152 | Матюшинская               | деревня                 | ↗6        | Верхнеустькулойское       |
| 153 | Мауркинская               | деревня                 | ↘6        | Хозьминское               |
| 154 | Мелединская               | деревня                 | ↗341      | Верхнеустькулойское       |
| 155 | Мелеховская               | деревня                 | ↗9        | Благовещенское            |
| 156 | Мининская                 | деревня                 | →0        | Усть-Вельское             |
| 157 | Мироминская               | деревня                 | ↗32       | Усть-Вельское             |
| 158 | Михайловка                | деревня                 | ↗19       | Липовское                 |
| 159 | Михалёвская               | деревня                 | ↗3        | Благовещенское            |
| 160 | Михеевская                | деревня                 | ↘11       | Верхнеустькулойское       |
| 161 | Мокшенская                | деревня                 | →3        | Усть-Шоношское            |
| 162 | Надручевская              | деревня                 | →8        | Ракуло-Кокшеньгское       |
| 163 | Неклюдовская              | деревня                 | ↘117      | Аргуновское               |
| 164 | Нермуша                   | деревня                 | →0        | Усть-Шоношское            |
| 165 | Нестеровская              | деревня                 | →1        | Пуйское                   |
| 166 | Нестюковская              | деревня                 | ↗179      | Верхнеустькулойское       |
| 167 | Нефёдовская               | деревня                 | ↗52       | Шадреньгское              |
| 168 | Нечаевская                | деревня                 | →0        | Благовещенское            |
| 169 | Нижний Склад              | посёлок                 | →4        | Попонаволоцкое            |
| 170 | Низовье                   | деревня                 | ↘0        | Низовское                 |
| 171 | Никитинская               | деревня                 | ↘24       | Хозьминское               |
| 172 | Никифорово                | деревня                 | →271      | Усть-Вельское             |
| 173 | Никольская                | деревня                 | ↘5        | Хозьминское               |
| 174 | Новолебяжье               | деревня                 | ↘20       | Верхнеустькулойское       |
| 175 | Новый Куваш               | посёлок                 | ↗152      | Пежемское                 |
| 176 | Овсянниковская            | деревня                 | ↗51       | Аргуновское               |
| 177 | Овчинниковская            | деревня                 | →0        | Усть-Вельское             |
| 178 | Озябловская               | деревня                 | ↘2        | Пуйское                   |
| 179 | Окатовская                | деревня                 | →12       | Верхнеустькулойское       |
| 180 | Окуловская                | деревня                 | ↗5        | Пакшеньгское              |
| 181 | Олеховская                | деревня                 | ↗2        | Пуйское                   |
| 182 | Олюбинская                | деревня                 | ↗190      | Благовещенское            |
| 183 | Осташевская               | деревня                 | ↗79       | Благовещенское            |
| 184 | Осташевская               | деревня                 | →0        | Пуйское                   |
| 185 | Островская                | деревня                 | →0        | Ракуло-Кокшеньгское       |
| 186 | Охлябинская               | деревня                 | →8        | Ракуло-Кокшеньгское       |
| 187 | Павловская                | деревня                 | ↘65       | Усть-Вельское             |
| 188 | Павловское                | село                    | ↗9        | Липовское                 |
| 189 | Павловское                | село                    | ↗114      | Попонаволоцкое            |
| 190 | Павшинская                | деревня                 | ↗29       | Благовещенское            |
| 191 | Пайтовская                | деревня                 | ↘186      | Судромское                |
| 192 | Палкино                   | деревня                 | ↗25       | Липовское                 |
| 193 | Палкинская                | деревня                 | ↘28       | Аргуновское               |
| 194 | Палово                    | посёлок                 | →0        | Пежемское                 |
| 195 | Парфеньево Левый берег    | посёлок                 | ↗8        | Благовещенское            |
| 196 | Парфеньево Правый берег   | деревня                 | ↗11       | Благовещенское            |
| 197 | Пасьва                    | посёлок                 | ↘1384     | Попонаволоцкое            |
| 198 | Пахотинская               | деревня                 | →4        | Усть-Вельское             |
| 199 | Пеганово                  | деревня                 | →0        | Пежемское                 |
| 200 | Пежма                     | село                    | ↗585      | Пежемское                 |
| 201 | Пежма                     | станция                 | →0        | Пежемское                 |
| 202 | Перховская                | деревня                 | →0        | Благовещенское            |
| 203 | Першинская                | деревня                 | ↗10       | Благовещенское            |
| 204 | Першинская                | деревня                 | ↘14       | Муравьёвское              |
| 205 | Петраково                 | деревня                 | ↘0        | Пежемское                 |
| 206 | Петрегино                 | деревня                 | ↗10       | Пакшеньгское              |
| 207 | Петуховская               | деревня                 | ↘178      | Муравьёвское              |
| 208 | Плесовская                | деревня                 | ↘283      | Вельское                  |
| 209 | Плечиха                   | деревня                 | ↘2        | Попонаволоцкое            |
| 210 | Пловская                  | деревня                 | ↗92       | Благовещенское            |
| 211 | Погореловская             | деревня                 | ↘63       | Усть-Вельское             |
| 212 | Погост                    | посёлок                 | ↗455      | Судромское                |
| 213 | Подгородье                | посёлок                 | ↘71       | Низовское                 |
| 214 | Подлевково                | деревня                 | →4        | Попонаволоцкое            |
| 215 | Подпялусье                | деревня                 | ↘0        | Липовское                 |
| 216 | Подхолмишная              | деревня                 | ↗1        | Благовещенское            |
| 217 | Покровская                | деревня                 | ↗70       | Аргуновское               |
| 218 | Поречье                   | деревня                 | ↘17       | Попонаволоцкое            |
| 219 | Портновская               | деревня                 | ↗3        | Хозьминское               |
| 220 | Порядинская               | деревня                 | ↗12       | Верхнеустькулойское       |
| 221 | Поташевская               | деревня                 | →2        | Благовещенское            |
| 222 | Прилук                    | деревня                 | →5        | Верхнеустькулойское       |
| 223 | Прилук                    | деревня                 | ↘37       | Пежемское                 |
| 224 | Прилуки                   | деревня                 | ↘76       | Судромское                |
| 225 | Прилуцкая                 | деревня                 | ↗331      | Усть-Вельское             |
| 226 | Притыкинская (берег)      | деревня                 | ↗146      | Пежемское                 |
| 227 | Прясницыно Левый берег    | деревня                 | →0        | Благовещенское            |
| 228 | Прясницыно Правый берег   | деревня                 | →0        | Благовещенское            |
| 229 | Пугачёвская               | деревня                 | →7        | Ракуло-Кокшеньгское       |
| 230 | Пустыньга                 | посёлок                 | ↗54       | Муравьёвское              |
| 231 | Раменье                   | деревня                 | ↘15       | Верхнеустькулойское       |
| 232 | Ревдино                   | деревня                 | →5        | Ракуло-Кокшеньгское       |
| 233 | Рогово                    | деревня                 | ↗8        | Пуйское                   |
| 234 | Рубеж                     | деревня                 | →1        | Благовещенское            |
| 235 | Рудинская                 | деревня                 | →0        | Благовещенское            |
| 236 | Рушановская               | деревня                 | ↘1        | Благовещенское            |
| 237 | Рылковский Погост         | посёлок                 | →28       | Усть-Шоношское            |
| 238 | Рысцева Горка             | деревня                 | ↘2        | Ракуло-Кокшеньгское       |
| 239 | Савинская                 | деревня                 | →0        | Верхнеустькулойское       |
| 240 | Савинская                 | деревня                 | ↗1        | Пуйское                   |
| 241 | Савинская                 | деревня                 | ↘18       | Усть-Вельское             |
| 242 | Саларево                  | деревня                 | ↘1        | Благовещенское            |
| 243 | Самсоновская Левый берег  | деревня                 | ↘0        | Благовещенское            |
| 244 | Самсоновская Правый берег | деревня                 | →0        | Благовещенское            |
| 245 | Саргино                   | посёлок                 | ↘153      | Попонаволоцкое            |
| 246 | Сафроновская              | деревня                 | →0        | Благовещенское            |
| 247 | Селиваново                | деревня                 | →0        | Пежемское                 |
| 248 | Селютинская               | деревня                 | ↘18       | Усть-Вельское             |
| 249 | Семёновская               | деревня                 | →0        | Пежемское                 |
| 250 | Семёновская               | деревня                 | ↘10       | Пуйское                   |
| 251 | Семёновская               | деревня                 | ↘202      | Шадреньгское              |
| 252 | Сидоровская               | деревня                 | ↗3        | Липовское                 |
| 253 | Сидоровская               | деревня                 | ↗5        | Пуйское                   |
| 254 | Синега                    | железнодорожная станция | →71       | Усть-Вельское             |
| 255 | Синега-Лесопункт          | посёлок                 | →287      | Усть-Вельское             |
| 256 | Скомовская                | деревня                 | ↘22       | Усть-Вельское             |
| 257 | Смольянская               | деревня                 | ↘100      | Хозьминское               |
| 258 | Солга                     | железнодорожная станция | →0        | Усть-Шоношское            |
| 259 | Солгинский                | посёлок                 | ↘1704     | Солгинское                |
| 260 | Средний                   | посёлок                 | ↘98       | Верхнешоношское           |
| 261 | Степанковская             | деревня                 | ↗81       | Пакшеньгское              |
| 262 | Столбовская               | деревня                 | ↗18       | Благовещенское            |
| 263 | Стрелецкая                | деревня                 | →6        | Верхнеустькулойское       |
| 264 | Стрелка                   | деревня                 | →0        | Пуйское                   |
| 265 | Сухоломовская             | деревня                 | ↘3        | Ракуло-Кокшеньгское       |
| 266 | Суяновская                | деревня                 | ↘2        | Ракуло-Кокшеньгское       |
| 267 | Тарасовская               | деревня                 | ↗106      | Усть-Вельское             |
| 268 | Татаринская               | деревня                 | →8        | Пуйское                   |
| 269 | Тёгрозеро                 | посёлок                 | →1160     | Тёгринское                |
| 270 | Телишевская               | деревня                 | →1        | Пуйское                   |
| 271 | Тёмная                    | деревня                 | →0        | Усть-Шоношское            |
| 272 | Теплухинская              | деревня                 | ↗1        | Верхнеустькулойское       |
| 273 | Теребино                  | деревня                 | ↘411      | Низовское                 |
| 274 | Тимоневская               | деревня                 | →1        | Благовещенское            |
| 275 | Тимонино                  | посёлок                 | ↘117      | Липовское                 |
| 276 | Титовская                 | деревня                 | ↘158      | Шадреньгское              |
| 277 | Туймино                   | деревня                 | ↘3        | Липовское                 |
| 278 | Туймино                   | разъезд                 | →0        | Солгинское                |
| 279 | Тулма                     | посёлок                 | ↘15       | Верхнешоношское           |
| 280 | Туровская                 | деревня                 | ↗13       | Ракуло-Кокшеньгское       |
| 281 | Угрюмовская               | деревня                 | →1        | Попонаволоцкое            |
| 282 | Ужмино                    | деревня                 | →1        | Ракуло-Кокшеньгское       |
| 283 | Уласовская                | деревня                 | →4        | Ракуло-Кокшеньгское       |
| 284 | Устиновская               | деревня                 | →0        | Пуйское                   |
| 285 | Усть-Шоноша               | деревня                 | →383      | Усть-Шоношское            |
| 286 | Усть-Шоноша               | посёлок                 | ↘1125     | Усть-Шоношское            |
| 287 | Устьяновская              | деревня                 | ↘14       | Ракуло-Кокшеньгское       |
| 288 | Ушаковская                | деревня                 | ↘2        | Благовещенское            |
| 289 | Фёдоровская               | деревня                 | ↗2        | Муравьёвское              |
| 290 | Фёдоровская               | деревня                 | →0        | Ракуло-Кокшеньгское       |
| 291 | Федьково                  | деревня                 | ↗7        | Пежемское                 |
| 292 | Филимоновская             | деревня                 | ↘12       | Солгинское                |
| 293 | Филинская                 | деревня                 | ↘5        | Низовское                 |
| 294 | Филяевская                | деревня                 | ↗145      | Муравьёвское              |
| 295 | Фоминская                 | деревня                 | →4        | Липовское                 |
| 296 | Фоминская 1-я             | деревня                 | ↗47       | Усть-Вельское             |
| 297 | Фоминская 2-я             | деревня                 | ↘14       | Усть-Вельское             |
| 298 | Хайбутовская              | деревня                 | ↗19       | Благовещенское            |
| 299 | Харюшинская               | деревня                 | ↗2        | Пуйское                   |
| 300 | Хозьмино                  | посёлок                 | ↘456      | Хозьминское               |
| 301 | Хорошевская               | деревня                 | →212      | Усть-Вельское             |
| 302 | Хребтовская               | деревня                 | ↗30       | Верхнеустькулойское       |
| 303 | Чернышёво                 | деревня                 | →3        | Пуйское                   |
| 304 | Чурковская                | деревня                 | →0        | Благовещенское            |
| 305 | Шабаново                  | деревня                 | →0        | Усть-Шоношское            |
| 306 | Шелюбинская               | деревня                 | ↘56       | Усть-Вельское             |
| 307 | Шестниковская             | деревня                 | ↗44       | Верхнеустькулойское       |
| 308 | Шиловская                 | деревня                 | →405      | Усть-Вельское             |
| 309 | Шипицыно                  | деревня                 | →23       | Пуйское                   |
| 310 | Шокша                     | посёлок                 | ↗102      | Пакшеньгское              |
| 311 | Шоноша                    | деревня                 | →17       | Усть-Шоношское            |
| 312 | Шунема                    | посёлок                 | ↘421      | Шадреньгское              |
| 313 | Юра                       | железнодорожная станция | ↘22       | Верхнешоношское           |
| 314 | Юхнево                    | деревня                 | ↗67       | Пуйское                   |
| 315 | Якушевская                | деревня                 | ↘223      | Солгинское                |
| 316 | Якушевская                | деревня                 | →0        | Хозьминское               |
| 317 | Ямки                      | деревня                 | →0        | Благовещенское            |
| 318 | 100 км ж/д                | посёлок                 | ↘8        | Усть-Вельское             |
| 319 | 72-го км                  | железнодорожный пост    | →0        | Солгинское                |
| 320 | 78 км                     | железнодорожный разъезд | ↘0        | Пежемское                 |
| 321 | 91 км ж/д                 | посёлок                 | →0        | Усть-Вельское             |
| 322 | 95 км ж/д                 | посёлок                 | ↗13       | Усть-Вельское             |

## Экономика
Экономика Вельского района основана на лес-ной и пищевой промышленности, а также на сельском хозяйстве. Пищевая промышленность представлена прежде всего молочным животно-водством. В посёлке городского типа Кулой име-ется железнодорожное депо.

## Транспорт
Транспортная освоенность района невелика. На большей части дорог нет асфальта. Железнодорожная сеть относится к Северной железной дороге.

## Образование
На данный момент в Вельском районе действуют 39 дошкольных образовательных учреждений, 27 общеобразовательных учреждений, а также 3 учреждения дополнительного образования.

## Достопримечательности
В районе есть муниципальный краеведческий музей и 3 филиала, расположенные в сельских поселениях. В конце 2018 года на территории краеведческого музея в восстановленном старинном доме Кичева 1884 года постройки, расположенном в историческом центре Вельска, открылся первый и единственный в регионе музей домовых росписей Поважья (местности по берегам реки Ваги (приток Северной Двины)).

## Известные люди, родившиеся в районе
- Архиепископ Борис (1876—1938) — епископ Русской православной церкви, архиепископ Ташкентский.
- Михаил Андреев (1883—1978) — советский изобретатель, создатель мотовоза для однорельсовых навесных железных дорог.
- Василий Лебедев (1893—1967) — заслуженный врач РСФСР, профессор, Почётный гражданин города Вологды.
- Георгий Карпеченко (1899—1941) — советский генетик, друг и соратник Н. И. Вавилова.
- Авксентий Сухановский (1902—1992) — генерал-майор, участник Великой Отечественной войны.
- Мария Исаева (1910 — ?) — агроном, Герой Социалистического Труда.
- Фёдор Шаманин (1903—1966) — генерал-майор, участник Великой Отечественной войны.
- Александр Маковеев (1913—1991) — каменщик треста «Мурманрыбстрой», Герой Социалистического Труда.
- Пётр Фефилов (1915—1944) — участник Великой Отечественной войны, Герой Советского Союза.
- Авенир Сухондяевский (1915—1981) — капитан рыбопромыслового флота, Герой Социалистического Труда.
- Василий Нечаевский (1920—1977) — Герой Социалистического Труда.
- Александр Антуфьев (1926—2010) — Герой Социалистического Труда.
- Валерий Горбунов (1926—2013) — горный инженер, профессор Томского политехнического института, заслуженный деятель науки и техники РСФСР.
- Евгений Антоновский (род. 1929) — Герой Социалистического Труда.
- Михаил Зиновьев (1929—2009) — Герой Социалистического Труда.
- Григорий Угрюмов (1929—2002) — Герой Социалистического Труда.
- Юрий Дощицин (1943—2003) — видный врач-профпатолог.
- Арсений Рогинский (1946—2017) — председатель правления Международного историко-просветительского правозащитного и благотворительного общества «Мемориал».
- Сергей Чупринин (род. 1947) — литературный критик, публицист, главный редактор журнала «Знамя».
- Валентин Суховский (род. 1949) — советский, российский поэт.
- Сергей Клыков (род. 1953) — народный мастер, член Союза художников России. Архивировано из оригинала 17 августа 2009 года..
- Сергей Яшин (род. 1959) — российский предприниматель, глава ФГУП «Администрация гражданских аэропортов». Архивировано из оригинала 4 марта 2016 года..
- Василий Рылов (род. 1963) — директор лаборатории инженерных разработок и технологий Чернобыльского центра.
- Александр Селянинов (род. 1994) — лыжный гонщик, чемпион I юношеских зимних Олимпийских игр.

## Галерея

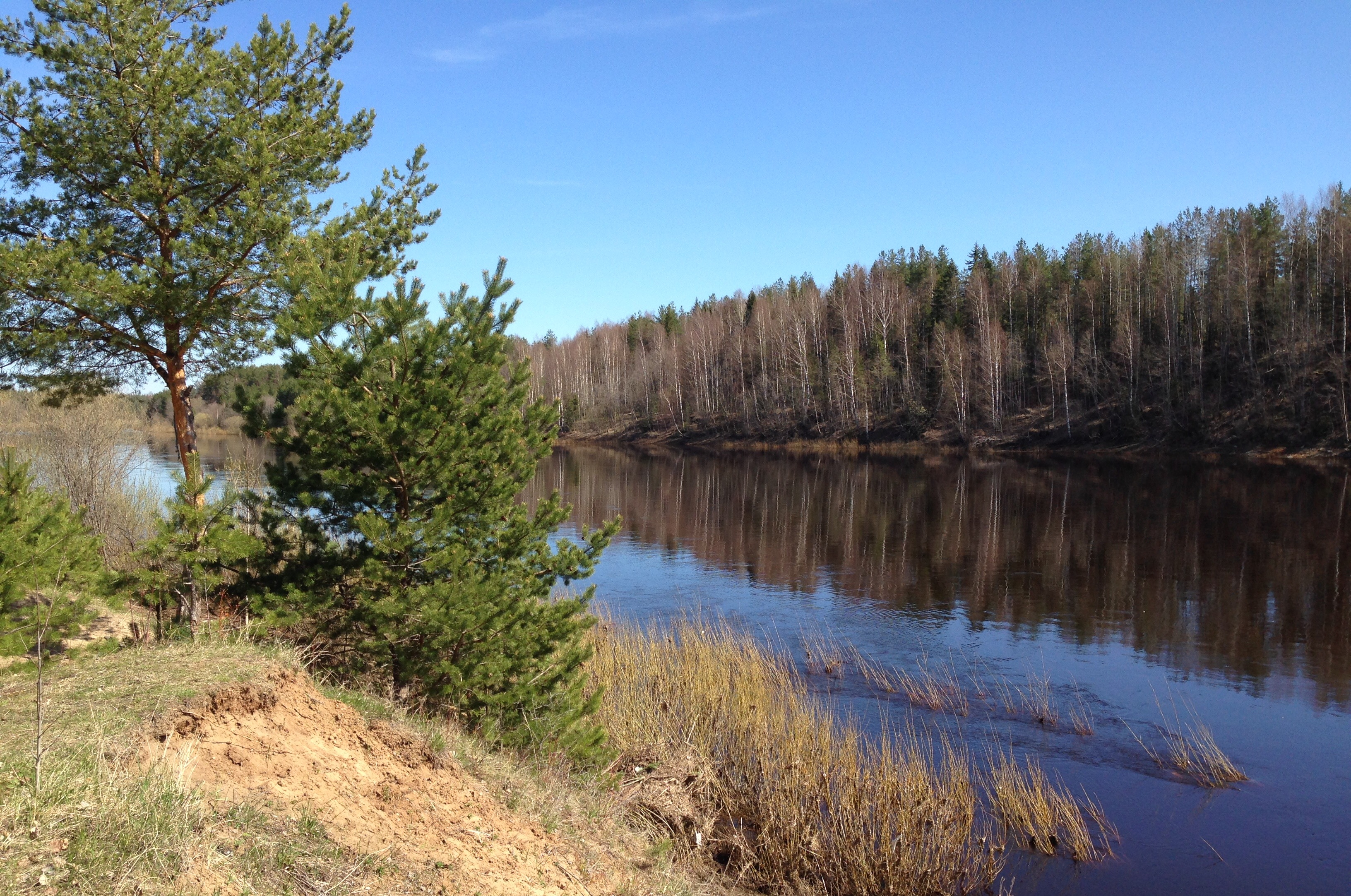
Река Вага
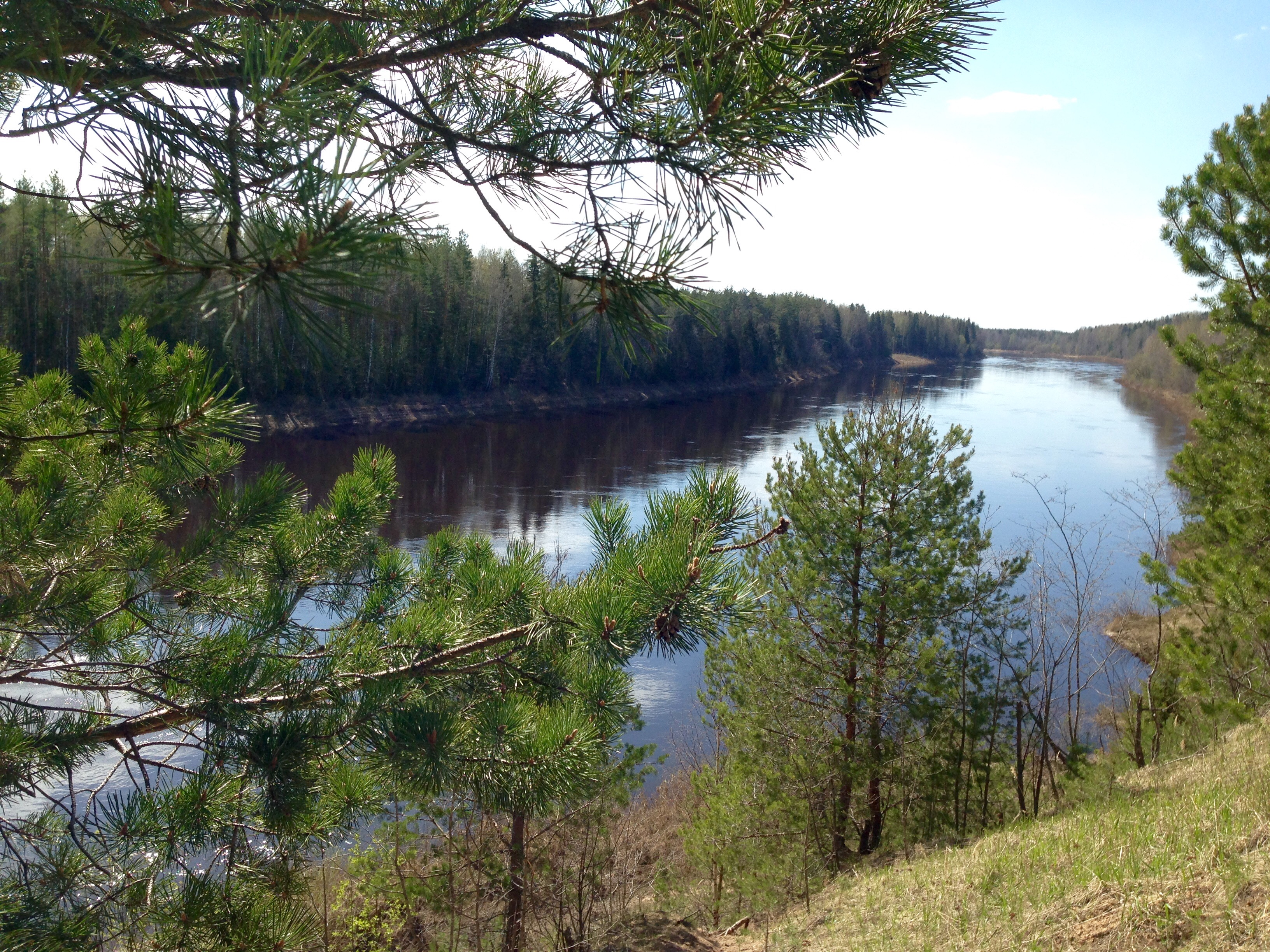
Вага, Вельский район
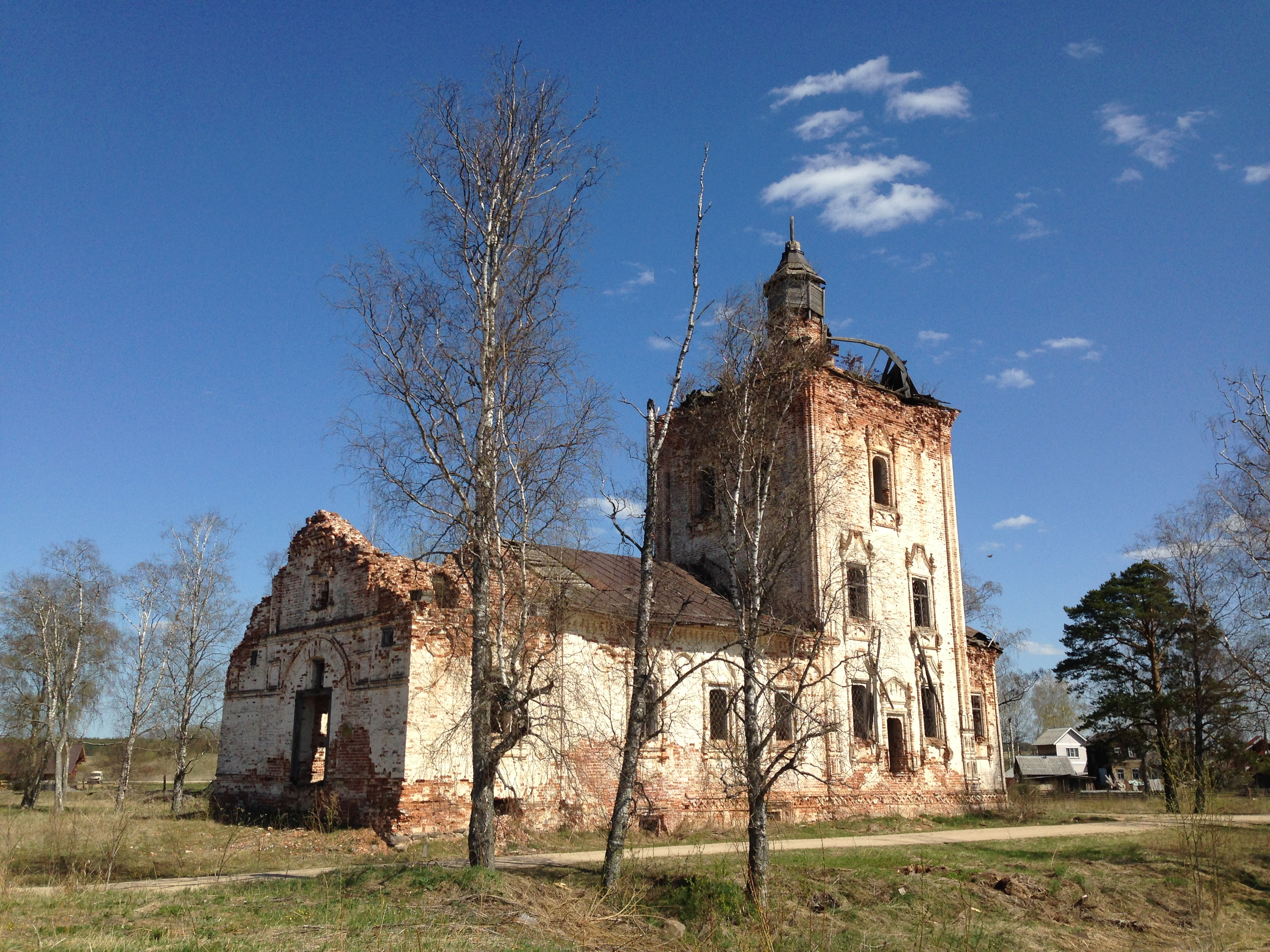
Воскресенская церковь, деревни Колтовская, Заручевская
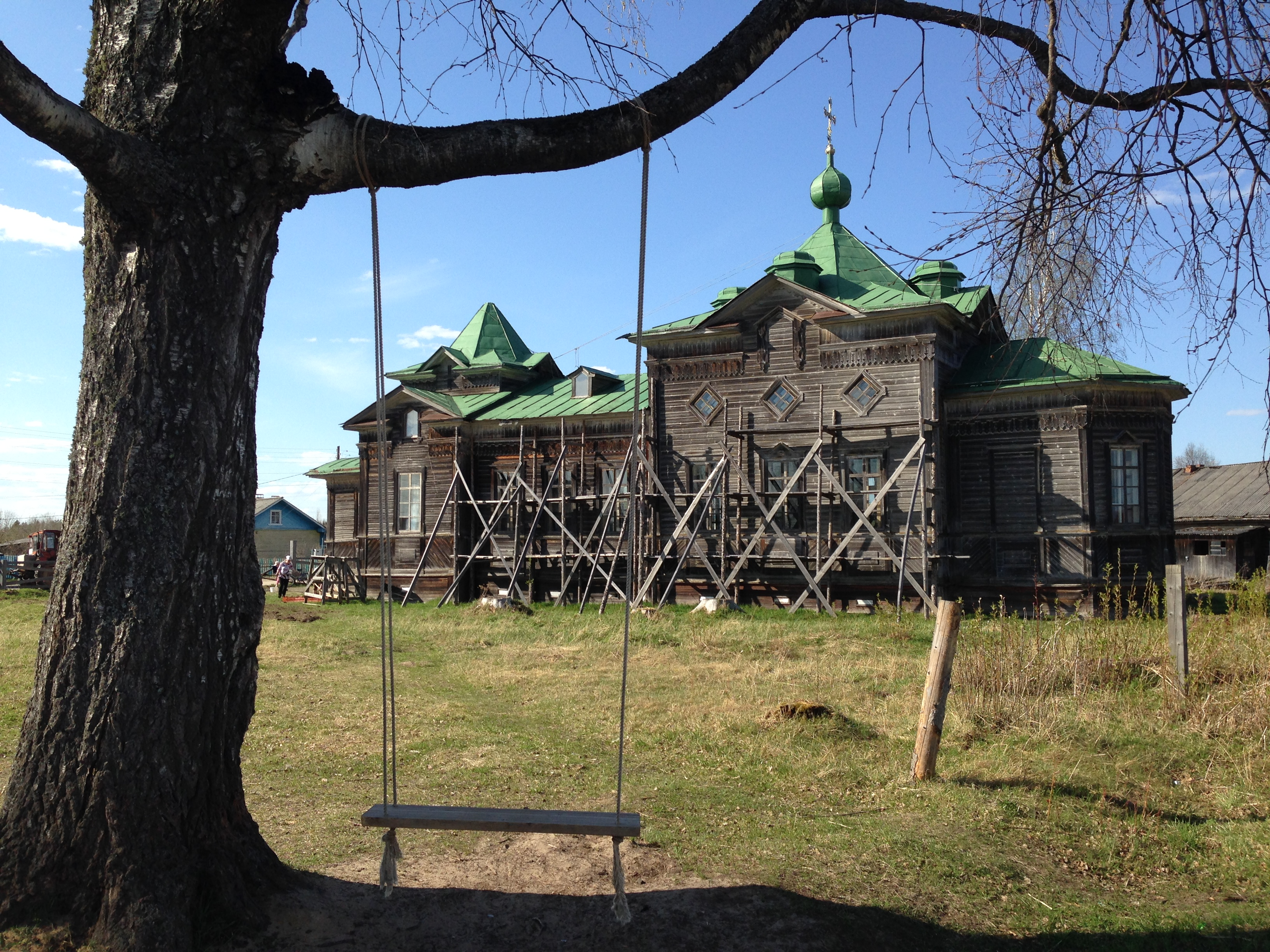
Церковь, дер. Игнатовка
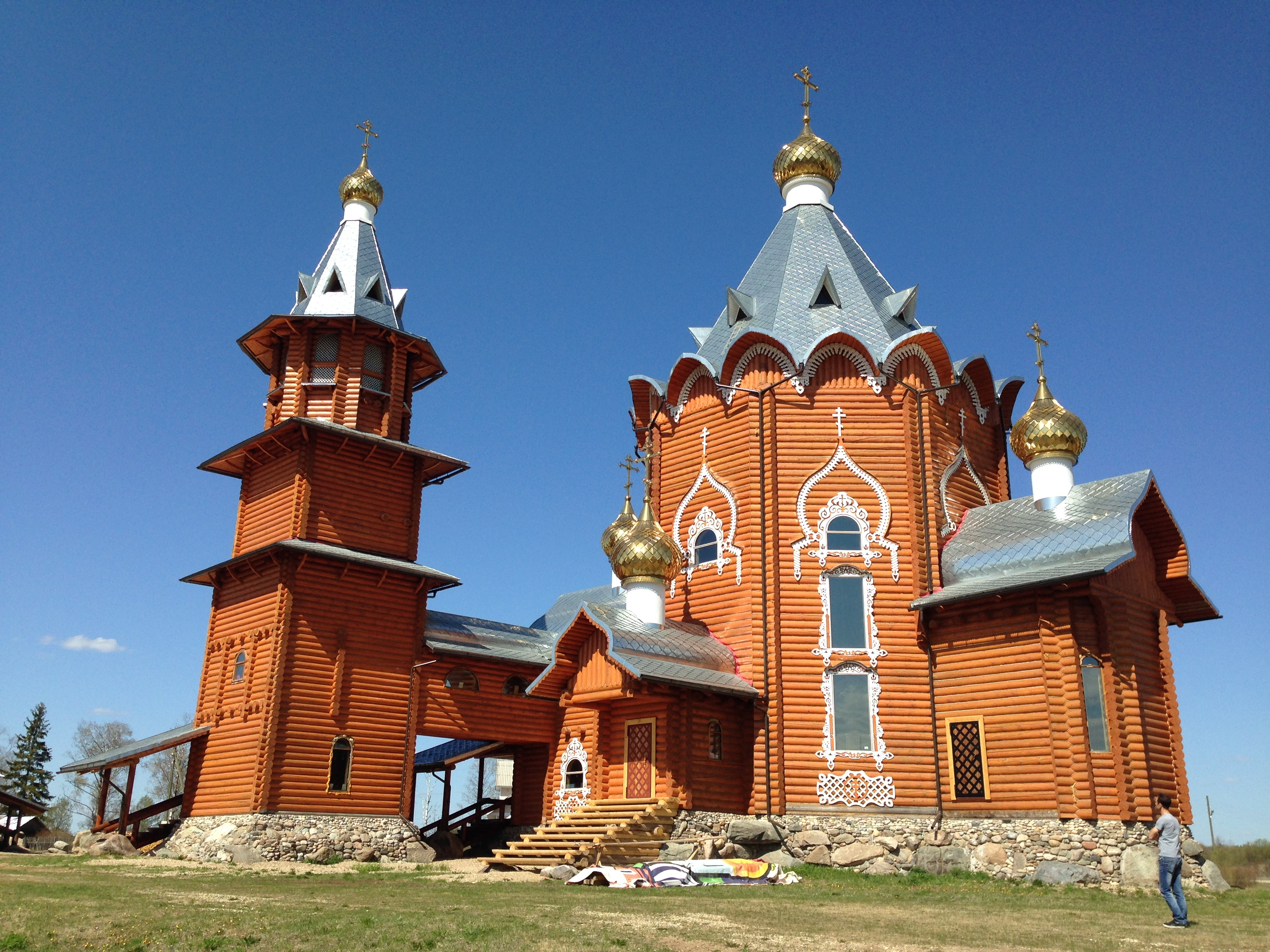
Церковь Иоана Предтечи, деревни Колтовская, Заручевская